# Herbert Haydon Wilson
Herbert Haydon Wilson (St. Kilda, 14 april 1875 - Ieper, 11 april 1917) was een Brits polospeler.

## Biografie
Wilson nam deel aan de Olympische Zomerspelen van 1908 in Londen als lid van de Britse nationale poloploeg. Hij en zijn ploeg behaalden de gouden medaille. 
Wilson ontving vanwege zijn handelen tijdens de Tweede Boerenoorlog de Orde van Voorname Dienst. Tijdens de Eerste Wereldoorlog liet Wilson het leven in de buurt van Ieper.

## Belangrijkste resultaten

### Olympische Zomerspelen
| Jaar | Plaats | Discipline | Resultaat |
| ---- | ------ | ---------- | --------- |
| 1908 | Londen | polo       | Goud      |

1900: Beresford, Daly, Keene, Mackey, Rawlinson ·
1908: C. Miller, G. Miller, Nickalls, Wilson ·
1920: Barrett, Lockett, Melvill, Wodehouse ·
1924: Kenny, Miles, Naylor, Nelson, Padilla
1936: Andrada, Cavanagh, Duggan, Gazzotti